# Brian Randell
Brian Randell (nascido em 1936) é um cientista da computação britânico e professor emérito da Escola de Computação da Universidade de Newcastle, Reino Unido. Ele é especialista em pesquisa sobre tolerância a falhas de software e confiabilidade, e é uma autoridade notável no início dos anos 1950 antes da história dos computadores.

## Biografia
Randell trabalhou na English Electric de 1957 a 1964, onde trabalhava em compiladores. Seu trabalho em Algol 60 é particularmente conhecido, incluindo o desenvolvimento do compilador para o English Electric KDF9, uma máquina de empilhamento inicial. Em 1964, ingressou na IBM, onde trabalhou no Thomas J. Watson Research Center em arquiteturas de computador de alto desempenho e também em metodologia de design de sistemas operacionais. Em maio de 1969, tornou-se professor de ciência da computação na Universidade de Newcastle, onde trabalha desde então na área de tolerância a falhas de software e confiabilidade.
Ele é membro do Grupo de Interesse Especial em Computadores, Informação e Sociedade (SIGCIS) da Sociedade para a História da Tecnologia CIS e membro fundador do Conselho Editorial da revista IEEE Annals of the History of Computing. Ele também foi membro fundador da metodologia de programação IFIP WG2.3 e é membro fundador do IFIP WG10.4 sobre confiabilidade e tolerância a falhas. Ele é membro da Association for Computing Machinery (2008).
Ele é casado (com Liz, uma professora de francês) e tem quatro filhos.

## Trabalhos
Os principais interesses de pesquisa de Brian Randell estão no campo da ciência da computação, especificamente na confiabilidade do sistema e tolerância a falhas. Seu interesse pela história da computação começou com o trabalho quase desconhecido de Percy Ludgate. Isso foi há mais de trinta anos, quando ele estava preparando uma palestra inaugural e o levou a produzir o livro: "As Origens dos Computadores". Isso desencadeou sua investigação adicional das máquinas de quebra de código do Colossus em tempo de guerra.

### Bletchley Park
Em 1972, Randell escreveu ao primeiro-ministro Ted Heath sobre o status de tempo de guerra de Bletchley Park e obteve a primeira admissão da existência da organização de guerra, sem falar no seu impacto. Posteriormente, o papel do Bletchley Park e sua principal estação em Eastcote, na redução da duração da Segunda Guerra Mundial, foi amplamente reconhecido, bem como o papel pioneiro do Colossus na história do desenvolvimento da computação.

### Engenharia de software
Na década de 1960, Randell estava "envolvido nas originais Conferências de Engenharia de Software da OTAN" em 1968 em engenharia de software, na época ele trabalhava na IBM no muito secreto projeto Y e, em seguida, nos projetos de supercomputadores ACS.

### Tolerância a falhas de software
A partir da década de 1970, Randell "montou o projeto que iniciou a pesquisa sobre a possibilidade de tolerância a falhas de software e introduziu o conceito de" bloco de recuperação". Os principais desenvolvimentos subsequentes incluíram a Newcastle Connection e o protótipo distribuído Secure System ".

### Agência de Aplicações Informáticas do Norte
Nos anos 90, Randell "se envolveu em um projeto para melhorar as provisões de rede de dados no norte da Inglaterra e promover seu uso efetivo por todos os setores da comunidade. Este projeto resultou na criação da NiAA, a Agência de Aplicações de Informática do Norte ". Ele escreveu: "Servi por vários anos como membro do Grupo de Gestão da NiAA, até que minhas tentativas de delegar isso a outras pessoas deram frutos! O NiAA existiu e funcionou com bons resultados por sete anos."

## Trabalho em Genealogia
Brian Randell é, há muitos anos, um dos principais membros da equipe de voluntários responsáveis pelo GENUKI, o portal da web de genealogia no Reino Unido e na Irlanda. Ele mantém as páginas relacionadas ao município de Devon e transcreveu e disponibilizou on-line muitos documentos de interesse genealógico.

## Publicações
Randell publicou vários artigos e livros. Uma seleção:
- 1964 Algol 60 Implementation. Com L. J. Russell, Academic Press, Londres.
- 1973. The Origins of Digital Computers: Selected Papers. Ed. Springer-Verlag.

### Artigos
- 1971 "Ludgate's Analytical Machine of 1909", Computer J., 14 (3), pp. 317-26.
- 1972. "On Alan Turing and the Origins of Digital Computers", em Machine Intelligence 7 (B. Meltzer e D. Michie, Eds.), Pp. 3–20, Edinburgh Univ. Pressione.
- 1979. "Software Engineering in 1968", em Proc. do 4º int. Conf. em Engenharia de Software, (Munique), pp. 1–10.
- 1982. "From Analytical Engine to Electronic Digital Computer: The Contributions of Ludgate, Torres and Bush", Annals of the History of Computing, 4 (4), pp. 327-41, outubro.
- 1998. "Memories of the NATO Software Engineering Conferences". IEEE Annals of the History of Computing, 20 (1), pp. 51-54.